# Valence, Drôme
Valence (occitanska: Valença) är en kommun i departementet Drôme i regionen Auvergne-Rhône-Alpes i sydöstra Frankrike. Kommunen är chef-lieu för 4 kantoner och för arrondissementet Valence och är préfecture för departementet Drôme. År 2022 hade Valence 64 288 invånare.

## Befolkningsutveckling
Antalet invånare i kommunen Valence
Referens:INSEE

## Galleri

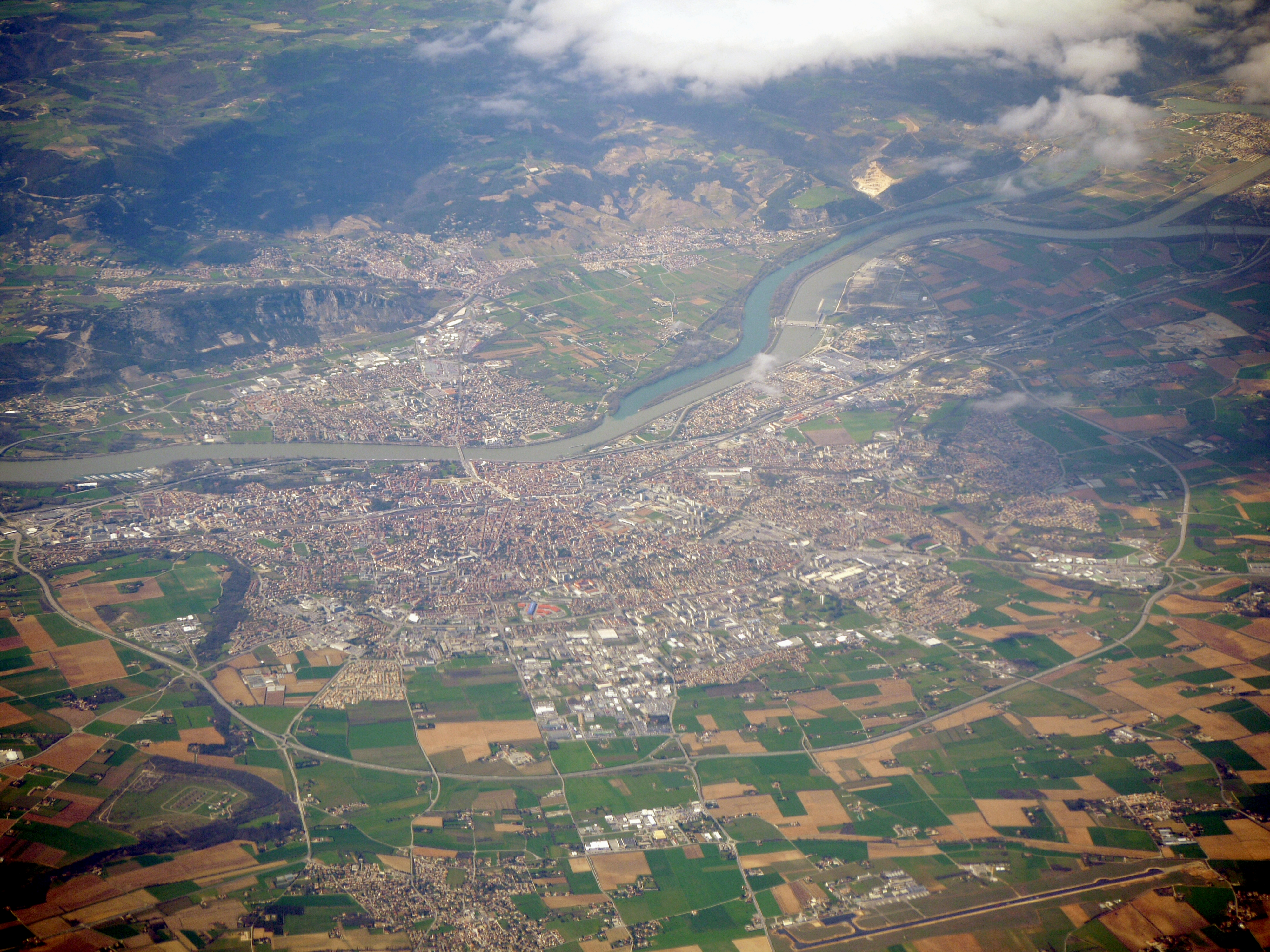
Flygfoto över Valence
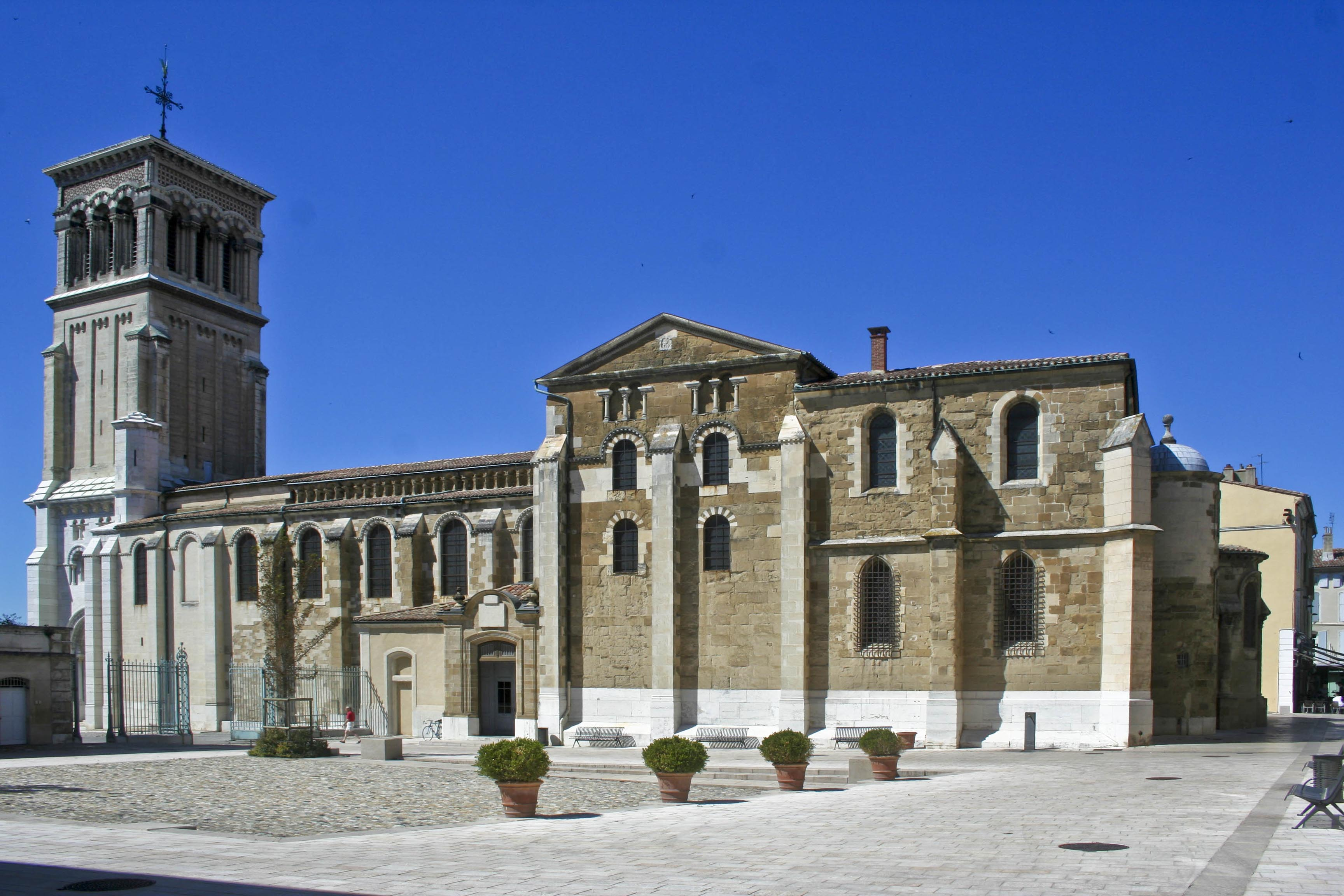
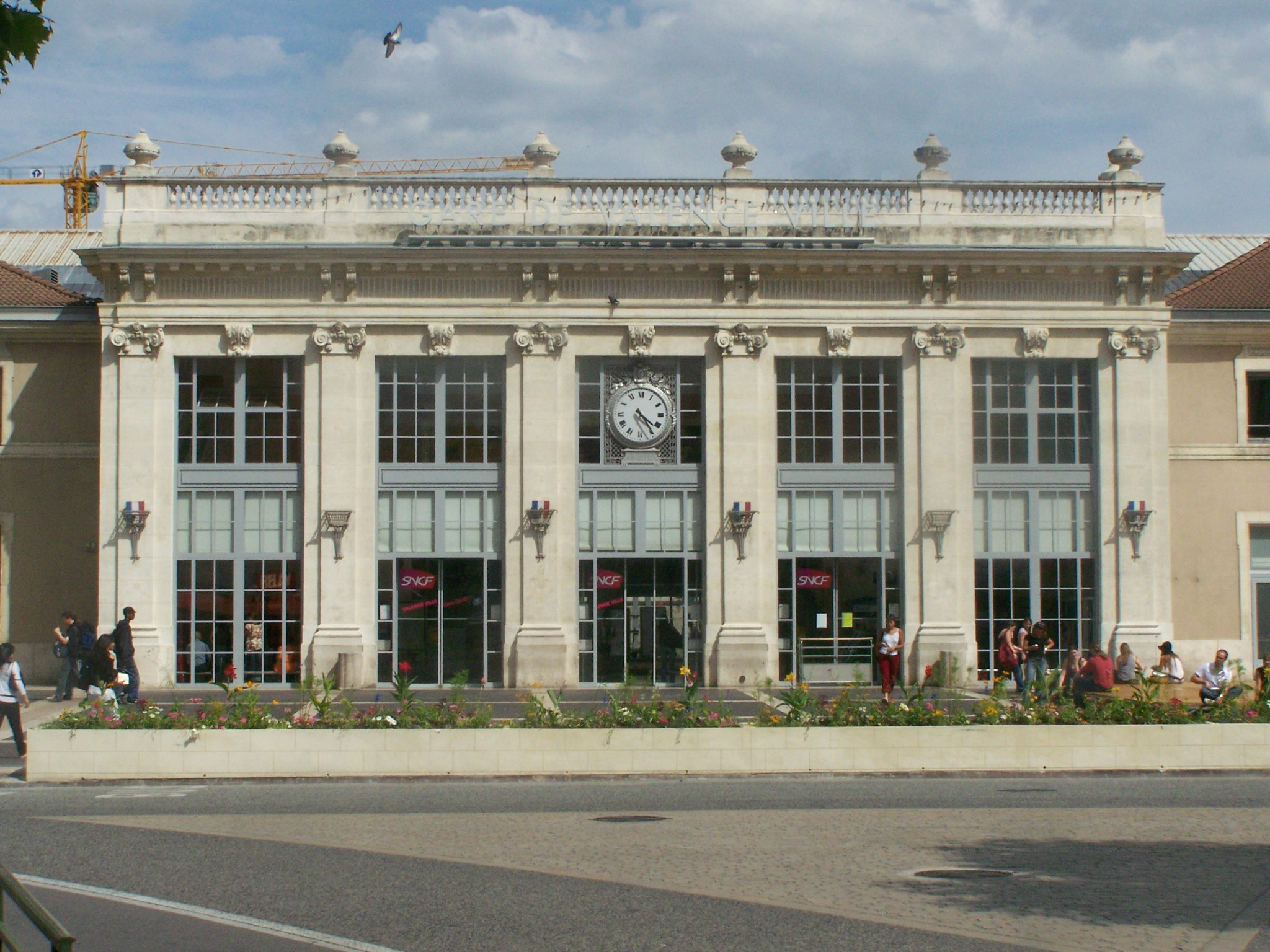
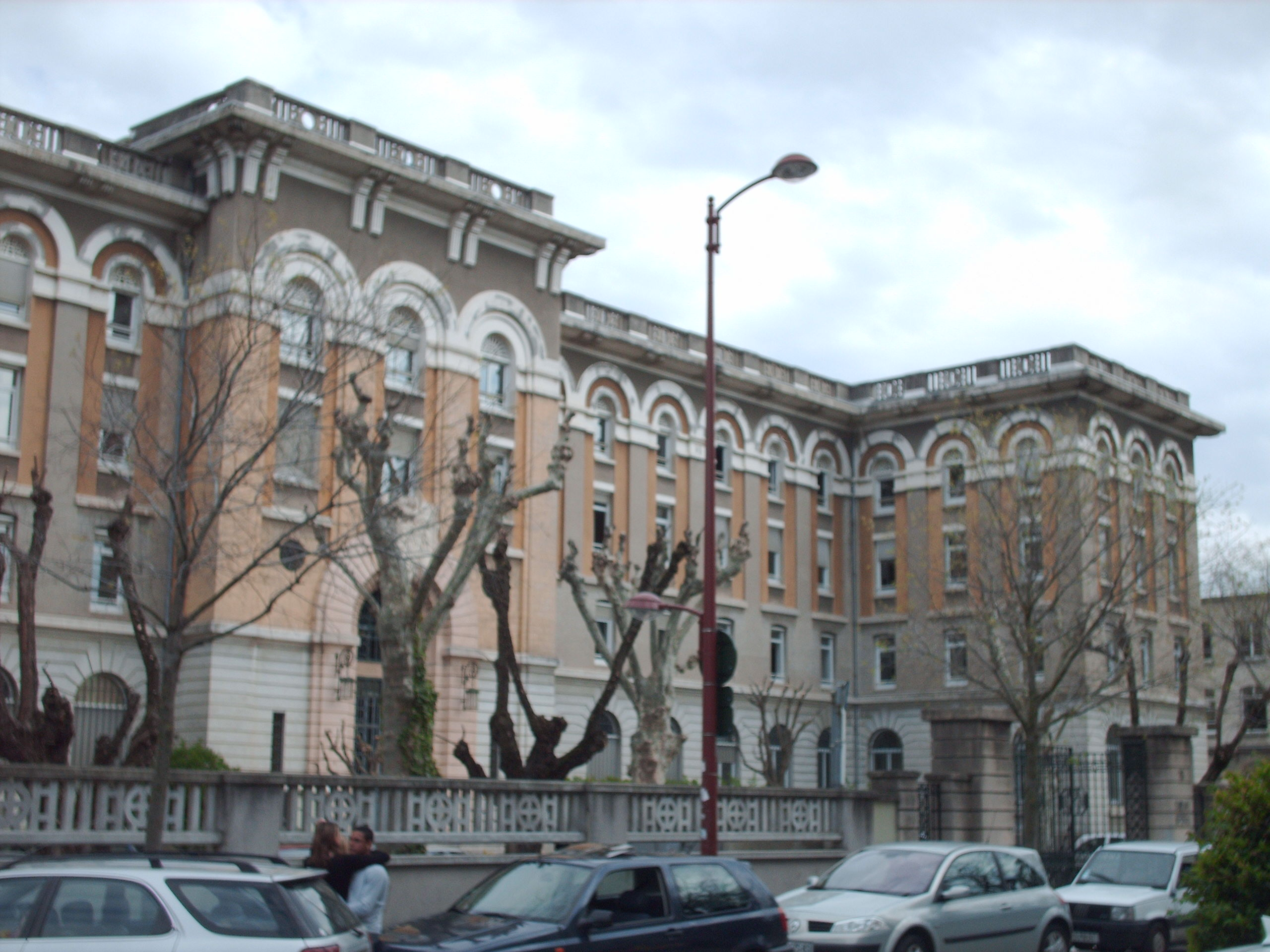
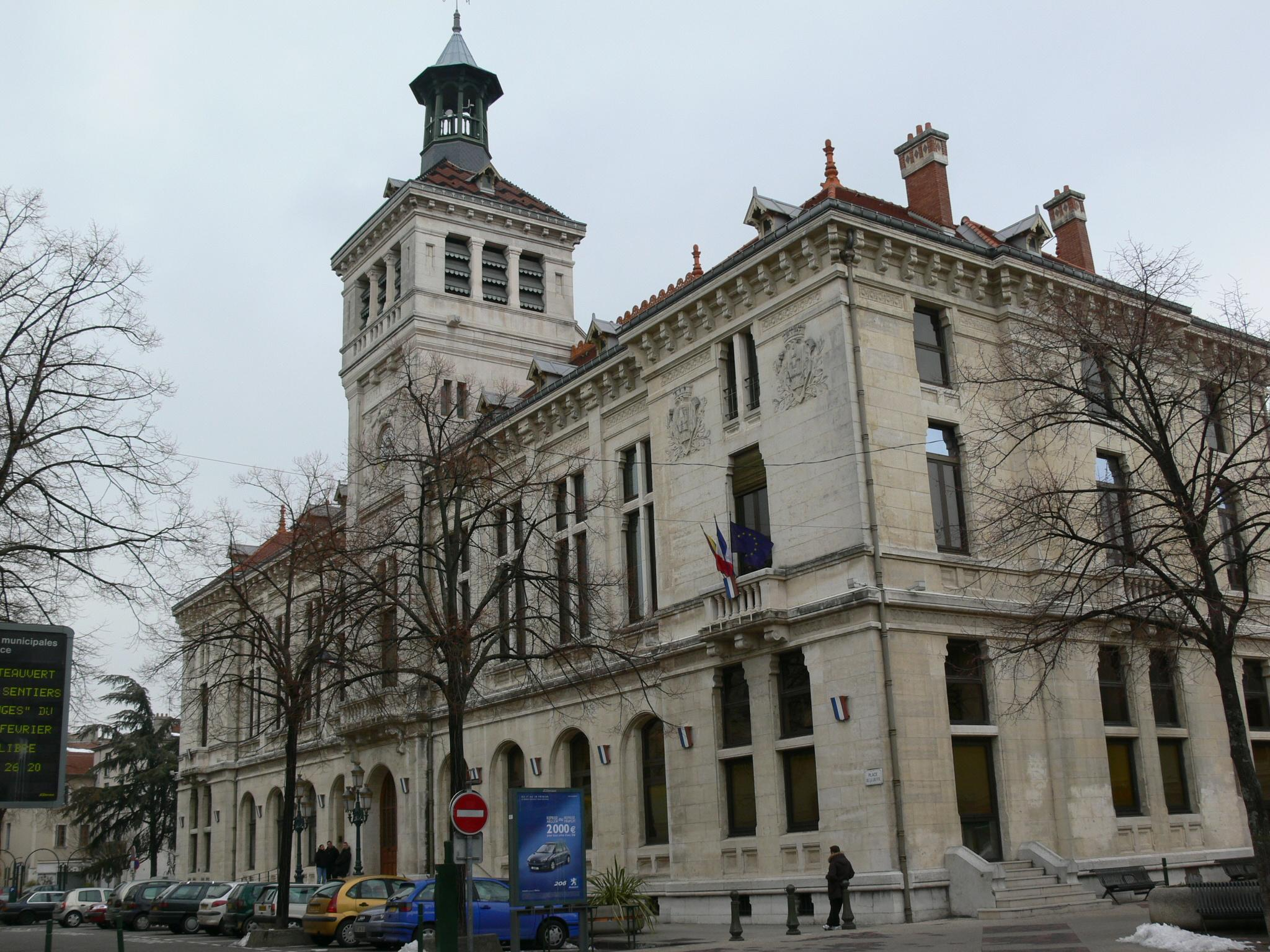
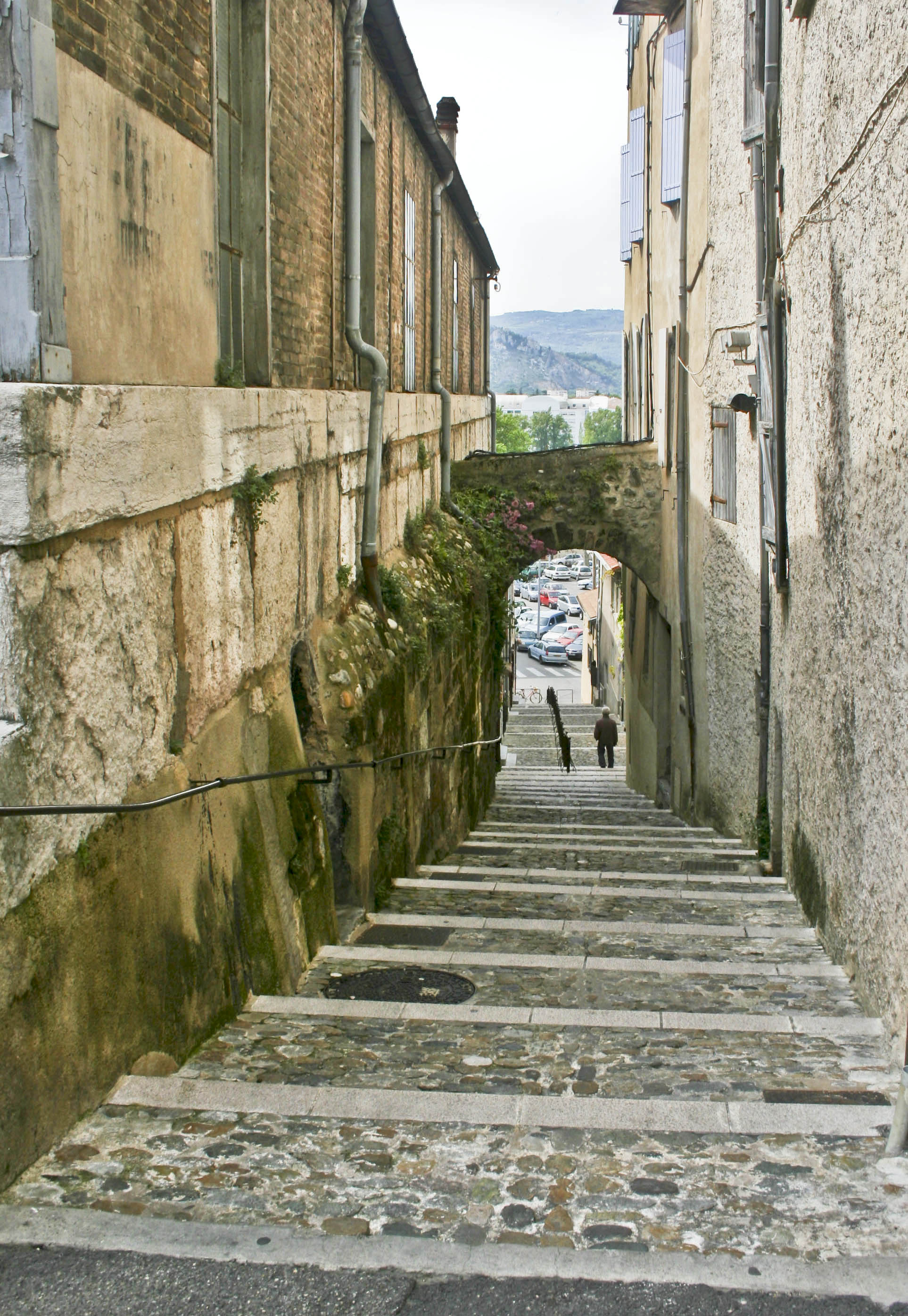
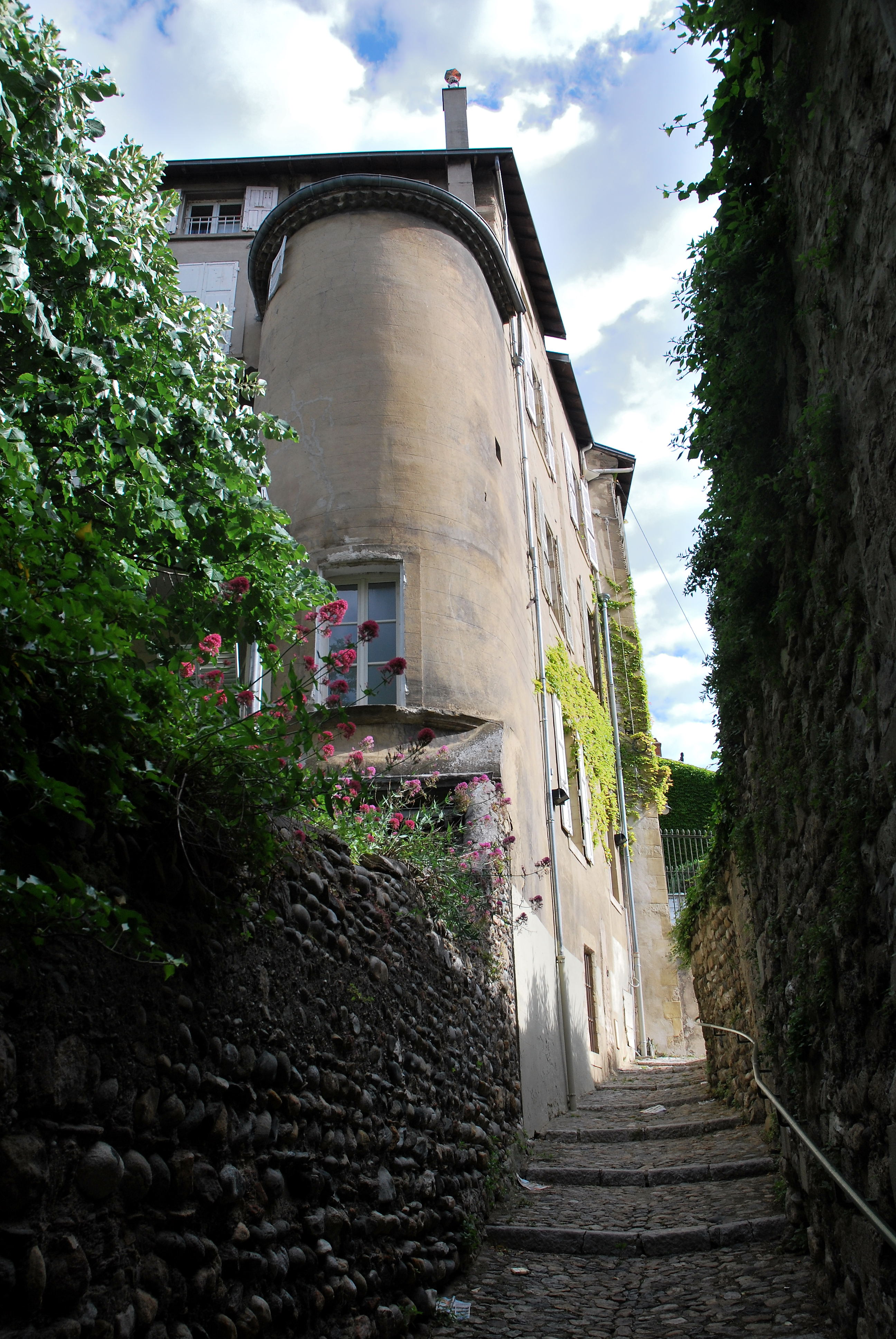
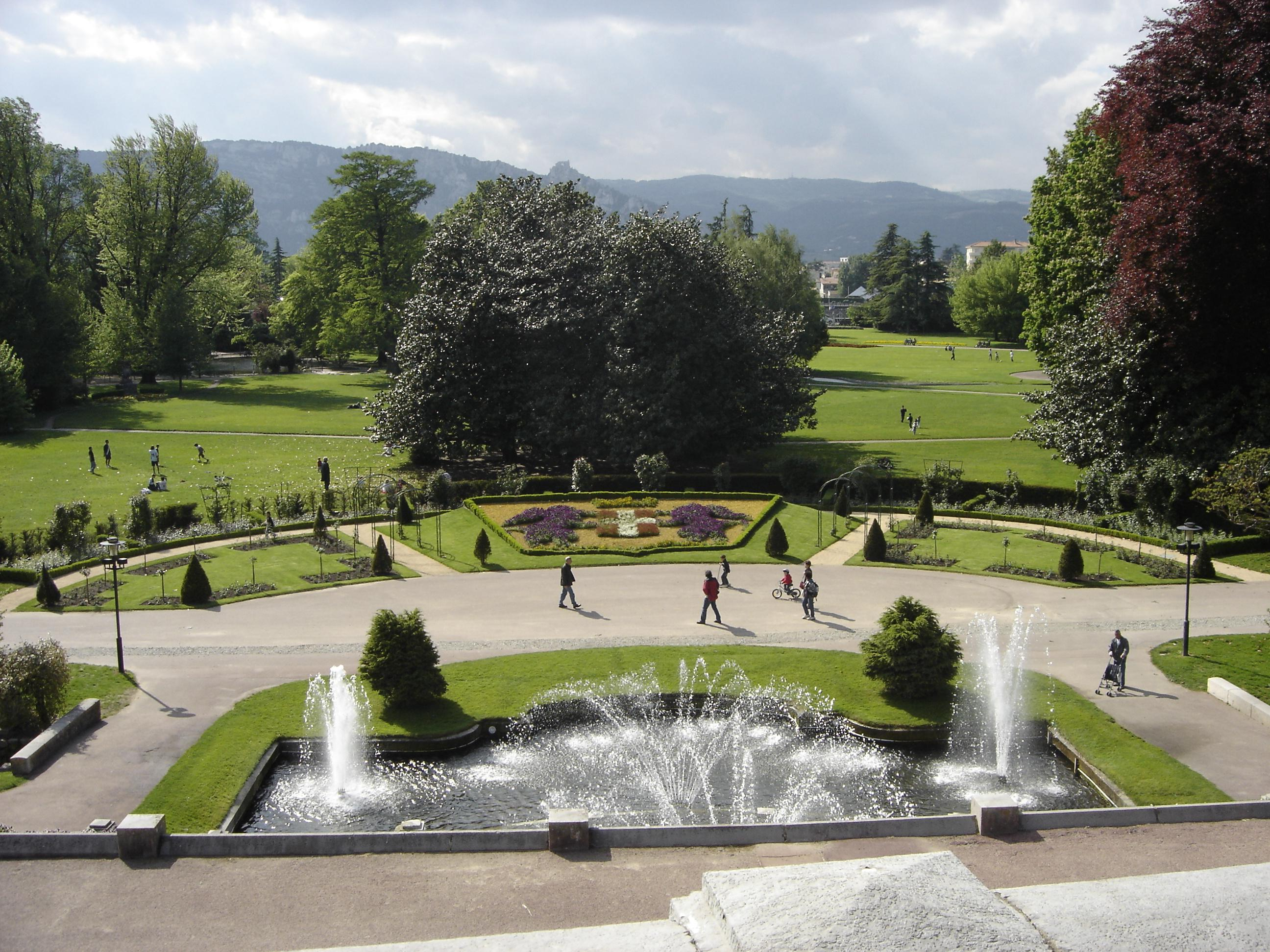